# Агаев, Октай Мирза-баба оглы
Октай Мирза-баба-оглы Агаев (азерб. Oqtay Ağayev) — советский волейболист, игрок сборной СССР. Персональный пенсионер Азербайджана (2002).

## Карьера
Воспитанник азербайджанского волейбола. Пасующий, отлично игравший в защите. Бронзовый призёр чемпионата Европы 1958 года. Бронзовый призёр Спартакиады народов СССР 1959. Педагог.
Был вице-президентом Федерации волейбола Азербайджана, деканом Азербайджанского ГИФК, заслуженным деятелем физической культуры и спорта.